# Carl Woese
Carl Richard Woese (Syracuse, Nova Iorque, 15 de julho de 1928 — Urbana, Ilinois, 30 de dezembro de 2012) foi um microbiologista norte-americano que se tornou famoso ao definir os Archaea (um novo domínio dentro dos seres vivos) em 1977, pela análise filogenética do RNA ribossômico 16S, uma técnica em que também foi pioneiro.

## Vida e obra

Árvore filogenética da vida.

Carl Richard Woese nasceu a 15 de junho de 1928, em Nova Iorque. Estudou na Deerfield Academy em Massachusetts, Estados Unidos, e recebeu o grau de bacharel em matemática e física no Amherst College em 1950 e um Ph.D. em biofísica na Universidade de Yale, em 1953. Estudou medicina na Universidade de Rochester. Em seguida, ele se tornou um pesquisador pós-doutorado em biofísica da Universidade de Yale.
A aceitação da validade dos Archaea como um grupo separado das bactérias, que também são procariontes, pela comunidade científica foi um processo longo e doloroso. Nomes famosos, como Salvador Luria e Ernst Mayr objectaram a esta divisão dos procariotas e só em meados da década de 1980 este novo grupo foi aceite como válido.
Woese foi nomeado “MacArthur Fellow” em 1984, tornou-se membro da Academia Nacional de Ciências dos Estados Unidos em 1988, recebeu a Medalha Leeuwenhoek (a maior honra em microbiologia) em 1992 e a Medalha Nacional de Ciências em 2000. Em 2003 recebeu o Prêmio Crafoord da Academia Real das Ciências da Suécia.
Morreu a 30 de dezembro de 2012, com 84 anos, após complicações decorrentes de cancro do pâncreas.